# الشلاله
الشلاله (به عربی: الشلالة) یک شهرداری‌های الجزایر در الجزایر است که در ناحیه الشلاله واقع شده‌است.